# Roman Mityukov
Roman Mityukov, né le 30 juillet 2000, est un nageur suisse. Il est médaillé de bronze olympique.

## Biographie
Roman Mityukov naît le 30 juillet 2000. Son père est russe et sa mère ouzbèke. Ses parents s'installent à Genève dans les années 1980. Il a un frère et une sœur. 
Après sa maturité gymnasiale obtenue en 2018, il étudie le droit à l'Université de Genève, déclinant les offres de plusieurs universités américaines.

## Caractéristiques de nageur
Selon son préparateur physique et entraîneur principal, le Français Laurent Trincat, il se distingue par un « toucher d'eau exceptionnel » et par une excellente souplesse articulaire aux épaules et aux chevilles.

## Palmarès

### Juniors
Il termine troisième sur 200 m dos et sixième sur 100 m dos aux championnats d'Europe juniors en été 2018.

### Championnats d'Europe
En mai 2021, Roman Mityukov remporte la médaille de bronze des Championnats d'Europe de Budapest sur 200 m dos.
Il termine quatrième aux Championnats d'Europe de natation 2022 tant sur 100 m que sur 200 m dos et dans le relais 4 × 200 m nage libre.

### Championnats du monde
En juillet 2023, il remporte la médaille de bronze des championnats du monde de Fukuoka sur 200 m dos, en améliorant son record national sur la distance en 1 min 55 s 34. Il est le cinquième Suisse à obtenir une médaille mondiale de natation.
Le vendredi 16 février 2024, il remporte la médaille d'argent du 200 m dos aux championnats du monde de Doha, à 10 centièmes de l'Espagnol Hugo Gonzalez.

### Jeux olympiques
Aux Jeux olympiques d'été de 2020 qui ont lieu à Tokyo, il termine 13e du 200 m dos ainsi que 6e du relais relais 4 × 200 m nage libre avec la Suisse.
Aux Jeux olympiques d'été de 2024 à Paris, il remporte la médaille de bronze du 200 m dos.